# 백야성
백야성(본명: 문석준, 1934년 9월 7일 ~ 2016년 10월 2일)은 대한민국의 남성 원로 트로트 음악 가수 겸 작사가이다.

## 생애
1957년 가수 첫 데뷔한 그는 《잘 있거라 부산항》, 《마도로스 탄식》, 《아메리칸 마도로스》, 《항구의 영번지》, 《못난 내 청춘》 등의 히트곡을 남겼다.
만년에는 안다성, 명국환, 김용만, 윤일로, 남백송, 한명숙, 남상규, 하기송 등과 아울러 KBS 한국방송공사 TV 프로그램 《가요무대》에도 출연하는 등 활발한 TV 방송 출연에도 열의를 표현하였다.